# Macropsis ulmi
Macropsis ulmi är en insektsart som beskrevs av Scott 1873. Macropsis ulmi ingår i släktet Macropsis och familjen dvärgstritar. Inga underarter finns listade i Catalogue of Life.